# Ann Ward
Ann Marie Ward, född 20 april 1991 i Dallas, Texas, är en amerikansk fotomodell. Hon är vinnaren av den femtonde säsongen av America's Next Top Model.